# Old House of Keys

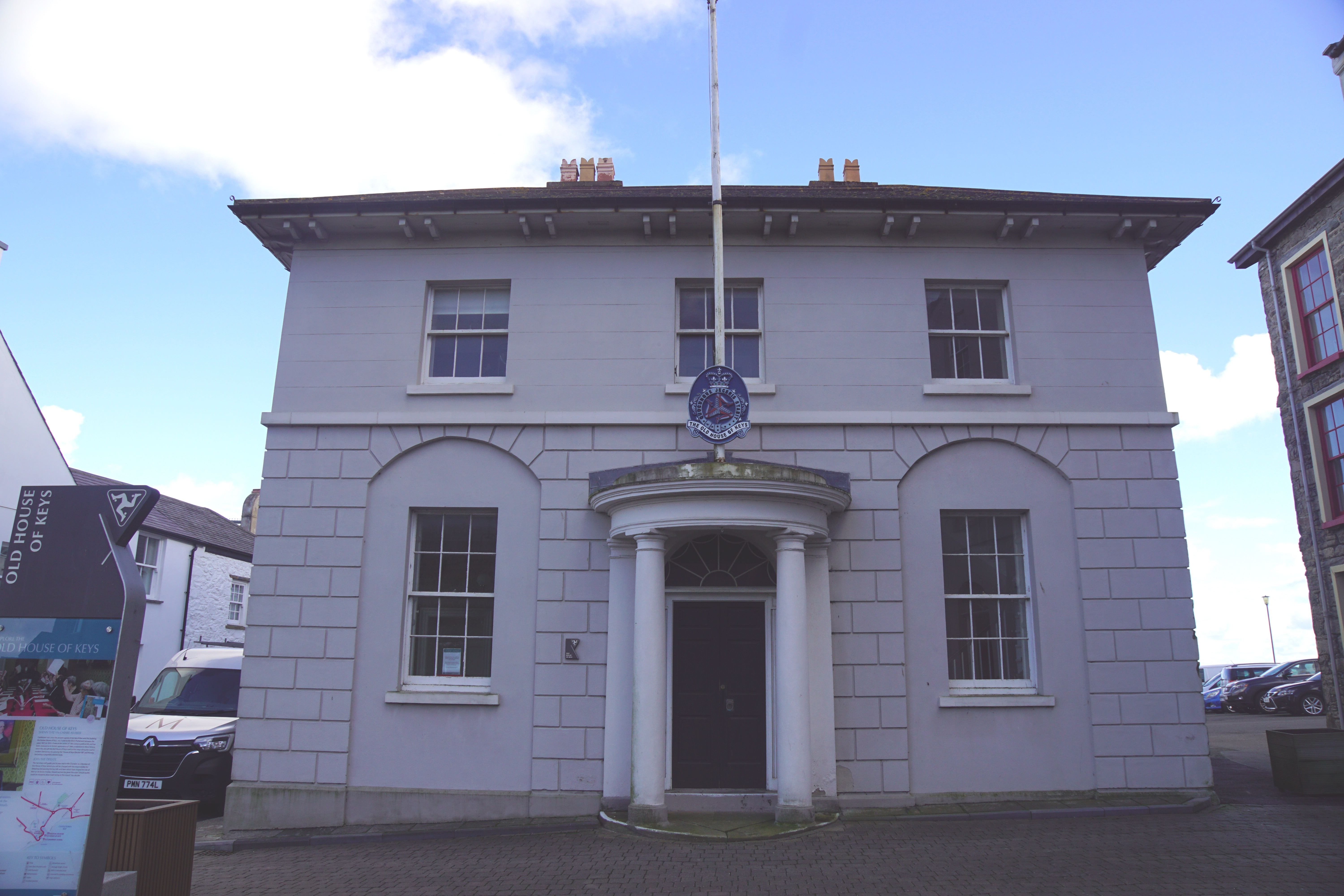
Het Old House of Keys in Castletown, de voormalige hoofdstad van Man.

Het Old House of Keys (Oude Huis van de Sleutels) (in Manx-Gaelisch: Shenn-thie y Chiare as Feed) is een negentiende-eeuws pand gebouwd voor het parlement (het lagerhuis van Tynwald) van het eiland Man en is gelegen in Castletown in de parish van Malew op het eiland Man.

## Geschiedenis
Het pand dat in de 21e eeuw bekend staat als het Old House of Keys werd in 1819-1820 gebouwd door Thomas Brine op de locatie van een eerder parlementsgebouw uit 1707. In 1821 nam het parlement het pand in gebruik. Vóór deze tijd hield het parlement zitting ergens in Castle Rushen. In 1874 werd het House of Keys verplaatst naar Douglas en werd het pand gebruikt door een bank tot 1965.
De inrichting werd door Manx National Heritage deels teruggebracht naar de situatie in 1866.

## Beschrijving
Het Old House of Keys is gelegen aan Parliament Square in Castletown, ten zuidoosten van Castle Rushen. Het gebouw is opgetrokken in Georgiaanse stijl. Het gebouw heeft twee verdiepingen. Aan de voorzijde heeft het pand drie traveeën, aan de zijkanten heeft het pand vijf traveeën. De nok van het dak loopt parallel aan de voorzijde en het dak steekt uit aan de voorzijde. In het midden van de voorzijde is de entree voorzien van een halfrond stenen portaal met pilaren in Toscaanse stijl. Het pand is voorzien van rustica, waarschijnlijk stammende uit de negentiende eeuw om het gebouw meer op een bank te laten lijken. Op de begane grond van het gebouw bevindt zich de zogenaamde debating chamber (debatkamer) waar het parlement bijeenkwam.

## Beheer
Het Old House of Keys wordt beheerd door Manx National Heritage net als St Mary's Chapel (Castletown).